# 록큰 타킹턴
라크니 타킹턴(Rockne Tarkington, 1931년 7월 31일~2015년 4월 5일)은 미국의 배우, 연극 배우, 텔레비전 배우이다.

## 출연 작품
- 파이어 건(1995년)
- 피스트 오브 스틸(1991년)
- 게릴라(1987년)
- 후커와 스캐그(1986년)
- 해양 특공 작전 (1982, Gavilan)
- 더 인트루더 위딘(1981년)
- 발티모아 도박사(1980년)
- 위기일발 해안 열차(1979년)
- 비웨어 더 브롭(1972년)
- 위대한 희망(1970년)
- 첩보원 0011(1964년)
- 빗속의 병사(1963년)